# چیندینی
چیندینی (به لاتین: Chindini) یک منطقهٔ مسکونی در اتحاد قمر است که در گرند کومور واقع شده‌است. چیندینی ۱٬۱۰۷ نفر جمعیت دارد.